# Старий Пшилеп
Старий Пшилеп (пол. Stary Przylep) — село в Польщі, у гміні Варниці Пижицького повіту Західнопоморського воєводства.
Населення — 287 осіб (2011).
У 1975-1998 роках село належало до Щецинського воєводства.

## Демографія
Демографічна структура станом на 31 березня 2011 року:
|          | Загалом | Допрацездатний вік | Працездатний вік | Постпрацездатний вік |
| -------- | ------- | ------------------ | ---------------- | -------------------- |
| Чоловіки | 136     | 22                 | 97               | 17                   |
| Жінки    | 151     | 34                 | 86               | 31                   |
| Разом    | 287     | 56                 | 183              | 48                   |